# Индурка
Индурка — река в Беларуси, протекает по территории Гродненского района Гродненской области, левый приток Свислочи. Длина реки — 20 км, площадь бассейна 85 км², средний уклон реки 3,4 ‰.
Исток реки находится западнее деревни Стародубовая в 4 км от границы с Польшей на склонах Гродненской возвышенности. Генеральное направление течения — восток. Именованных притоков нет.
Крупнейший населённый пункт на реке — агрогородок Индура, помимо него река протекает деревни Стародубовая, Новая Дубовая, Лужки, Дубовка, Прокоповичи, Луцковляны, Рогачи, Бобровники. У деревни Луцковляны на реке плотина и запруда (площадь 0,34 км²).
В течение 3,8 км канализировано (от деревни Луцковляны до деревни Рогачи). Впадает в Свислочь у деревни Бобровники